# Ivan Tchernooussov
Pour les articles homonymes, voir Le Corbeau.
Ivan Iakovytch Tchernooussov, ukrainien : Іван Якович Черноусов surnommé Le Corbeau noir (Чорний Ворон) est un chef militaire ukrainien de la Guerre civile russe.

## Biographie
Il est rattaché aux Armées vertes ou atamans verts, il était l'un des chefs des trois régiments dirigés par Larion Zavhorodny.
Il fut élu ataman de la République de Kholodny Iar, actif dans la région de Zvenyhorod avec cent cinquante soldats, vingt cinq cavaliers et une mitrailleuse. Il a été tué le 29 octobre 1922 près du village de Moskalenka et son unité a été liquidé le 6 juin 1925. 

### Postérité
La 93e brigade mécanisée porte le corbeau noir en son nom, le film Corbeau noir (Чорний Ворон) de Taras Tkatchenko en 2019.